# San Francesco della Vigna

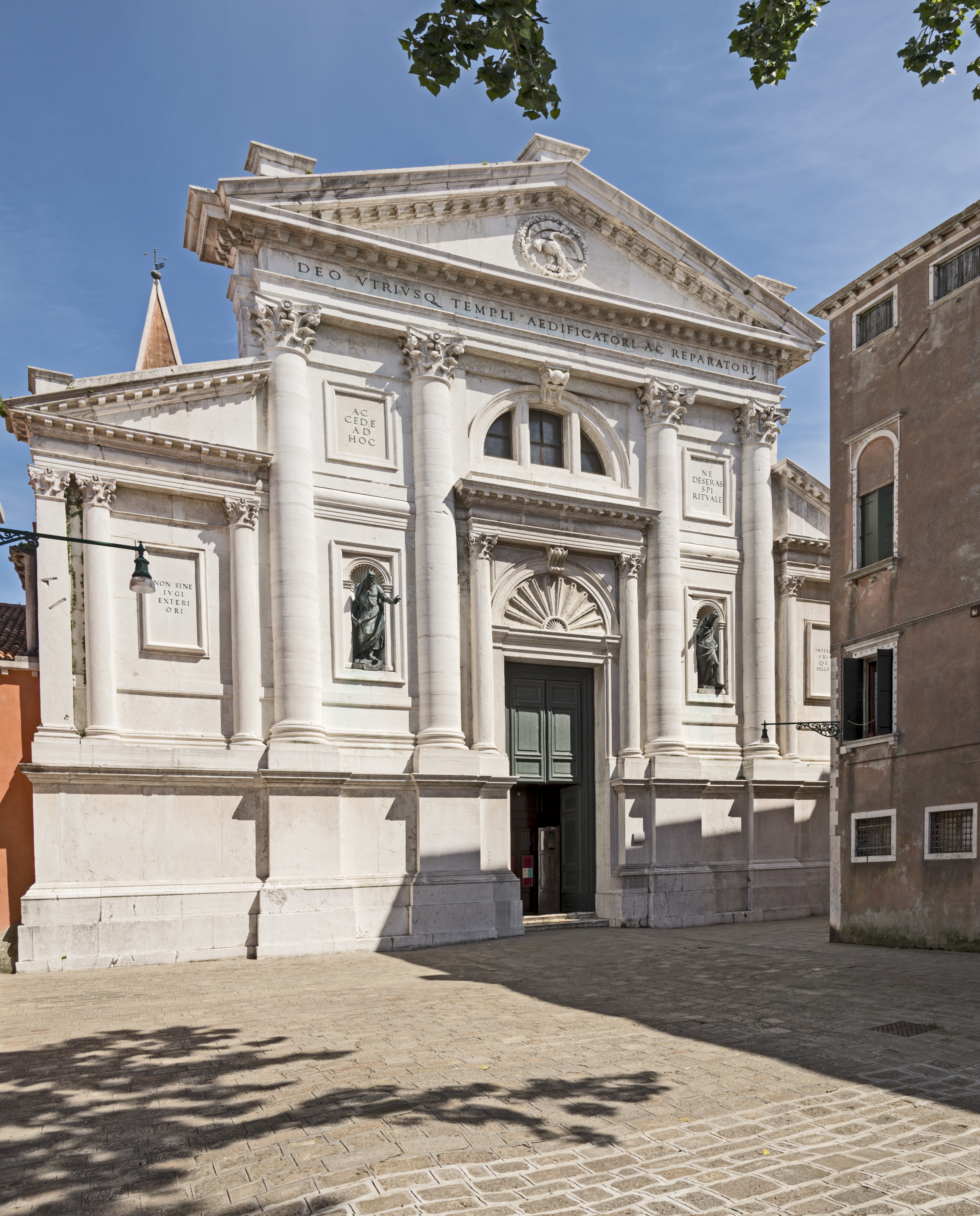
Fassade Andrea Palladios

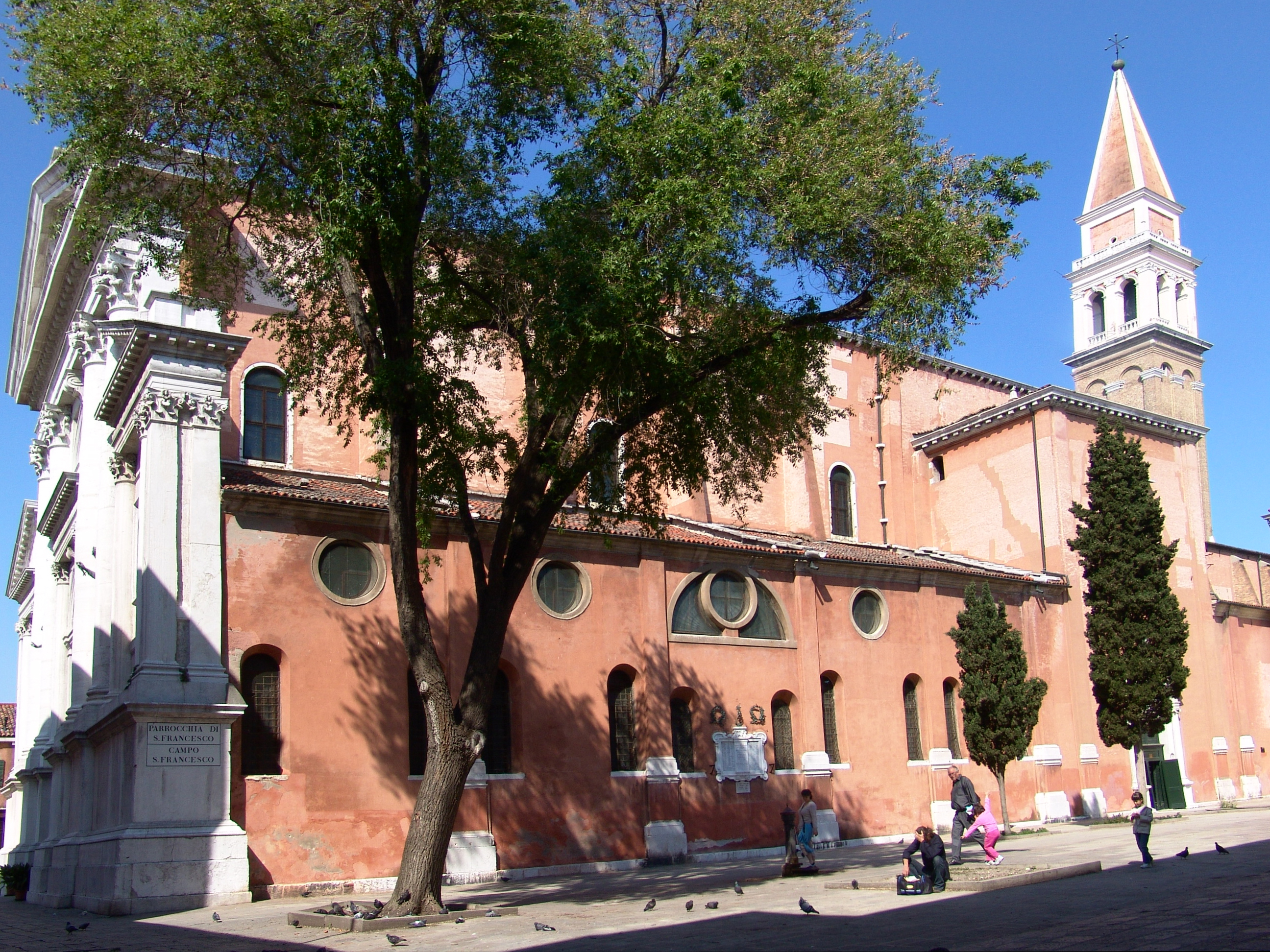
Kirche San Francesco della Vigna

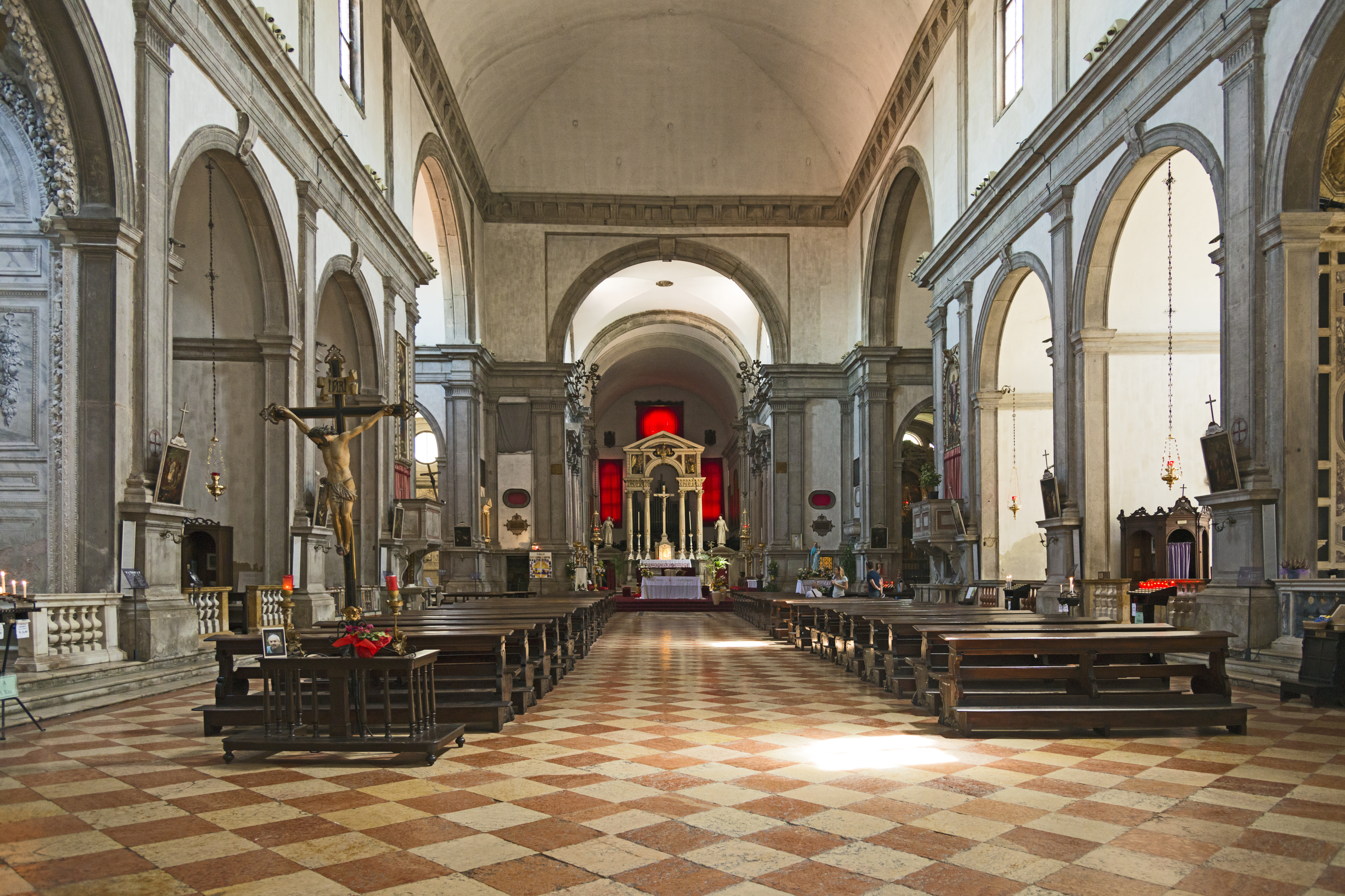
Innenansicht

San Francesco della Vigna ist neben Santa Maria Gloriosa dei Frari die zweite Franziskanerkirche in Venedig, unmittelbar an der Lagune am Nordrand der Stadt mit einem weithin sichtbaren Campanile. Sie liegt im Sestiere Castello in der Nähe des Arsenal.

## Geschichte
Die Kirche verdankt ihren Namen einem Weingarten (ital. vigna), der durch testamentarische Verfügung des Marco Ziani, Sohn des Dogen Pietro Ziani, am 26. Juni 1253 an die Franziskaner kam. Auf dem Grundstück stand eine dem heiligen Markus geweihte Kapelle. Nach der Legende erschien Markus, als er hier auf der Reise von Aquileja nach Rom übernachtete, ein Engel, der ihn mit den Worten „Pax tibi Marce Evangelista meus“ („Friede dir, Markus, mein Evangelist“) begrüßte. Diese Worte sind infolgedessen den meisten venezianischen Darstellungen des Markuslöwen beigefügt.
Auf einer Stadtansicht des Jacopo de’ Barbari fanden sich um 1500 an dieser Stelle eine gotische Kirche mit Kreuzgang und Anbauten, die zum Teil erhalten sind. Das Erbauungsdatum der dreischiffigen gotischen Kirche ist nicht bekannt. Im zugehörigen Kloster lebten die Minderen Franziskanerbrüder, während die Minoriten im Kloster der Frari Kirche lebten. Zum Wiederaufbau der renovierungsbedürftigen Kirche im 16. Jahrhundert führte die Anerkennung der Minderen Brüder als eigenständiger Ordenszweig und die Unterstützung des Dogen Andrea Gritti, dessen Familienpalast gegenüber der Kirche lag.

## Architektur
Andrea Gritti legte 1534 den Grundstein der neuen Renaissancekirche. 1554 war der Bau vollendet. Der ursprüngliche Plan von Jacopo Sansovino sah eine Kuppel vor, dieser wurde jedoch von Sansovino selbst zugunsten der nun bestehenden Saalkirche mit je fünf seitlichen Familienkapellen geändert. 
Mit dem Bau der Fassade, der schon 1565 aufgenommen worden war, wurde Andrea Palladio betraut. Palladio löste ein verbreitetes Problem der Renaissance, woran Sansovino und die Architekten zuvor scheiterten: die Anbringung einer antiken Ordnung mit korrekten Proportionen an eine Kirchenfassade mit hohem Mittelschiff und niedrigen Seitenschiffen. Zur Lösung des Fassadenproblems nutzte Palladio zwei miteinander vernetzte Tempelfassaden, das heißt eine große Ordnung für das Mittelschiff und eine auf zwei Hälften aufgeteilte kleine Ordnung für die Seitenschiffe. Um beide Ordnungen miteinander zu verbinden, stellte Palladio sie auf einen gemeinsamen Sockel, was es in Antike und Renaissance zuvor nicht gegeben hat. Das zentrale und große Tempelmotiv steht dabei "vor" dem kleinen und wird von einem Dreiecksgiebel bekrönt. Auf die Seitenschiffe sind halbe Giebel aufgesetzt. Die Fassade ist als Relief konzipiert, mit verschiedenen Schichten bestehend aus Nischen und Halbsäulen, die Hell-Dunkel-Kontraste erzeugen und mit der Lichtwirkung spielen. Die Kirchenfassade kann als dreidimensionaler Portikus vor einer Cella gelesen werden und ist damit ein Scheinportikus. Sie steht unabhängig vom restlichen Bau als Vorhangfassade vor der Kirche. Ein ähnliches Konzept wandte Palladio in den nachfolgenden Jahrzehnten auf San Giorgio Maggiore und Il Redentore in Venedig an.

## Ausstattung
Das reich ausgestattete Innere der Kirche beherbergt Werke von Veronese (Auferstehung, Heilige Familie), eine Madonna von Giovanni Bellini, eine Maria in Anbetung des Kindes von Antonio da Negroponte, eine Anbetung der Könige von Federico Zuccari, ein Opfer Isaaks von Giovanni Battista Pittoni und Marmorreliefs von Pietro Lombardo. Weiter befinden sich die Grabmäler der Dogen Andrea Gritti, Marcantonio Giustinian sowie Francesco und Alvise Contarini in San Francesco della Vigna.
In der sechsten Kapelle (Cappella Priuli) der linken Seite des Hauptschiffes befindet sich eine von Marchiò Molziner 1691 geschnitzte Holzstatue, die den Heiligen Paschalis Baylon darstellt.
An einer Mauer liest man folgende Inschrift:
MCCLIII (1253 – Jahr der Widmung durch Marco Ziani)

HIC / REQUIEVIT CORPUS / B.MARCI EV /

RESTAURATA / A.D. MDCCCLXXXV /

CURANTE P.BERNARDINO /A VERONA PLEBANO

## Galerie

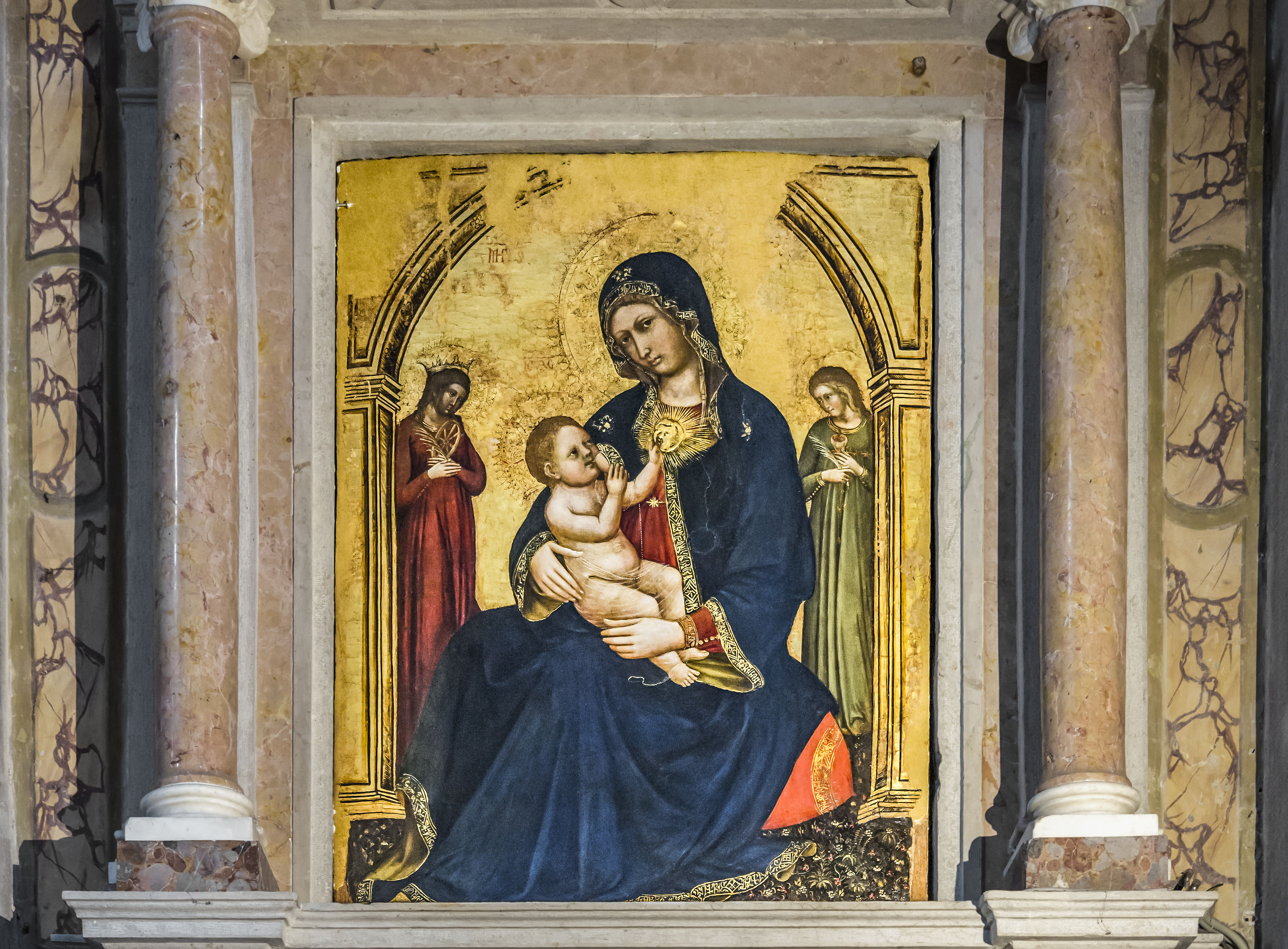
Madonna dell’Umiltà, 14. Jh.
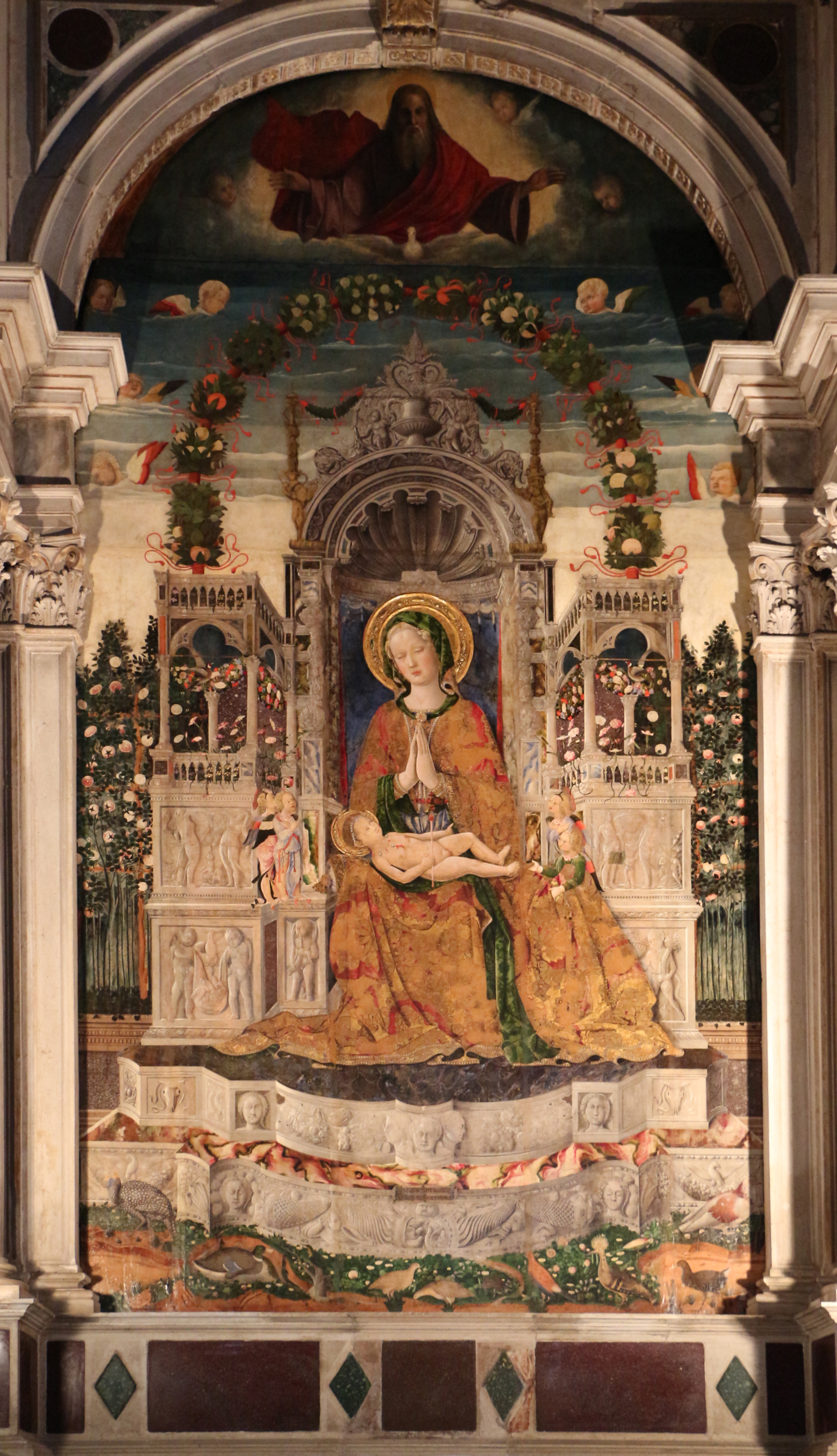
Antonio da Negroponte: Thronende Madonna mit Kind und Engeln, ca. 1450–60
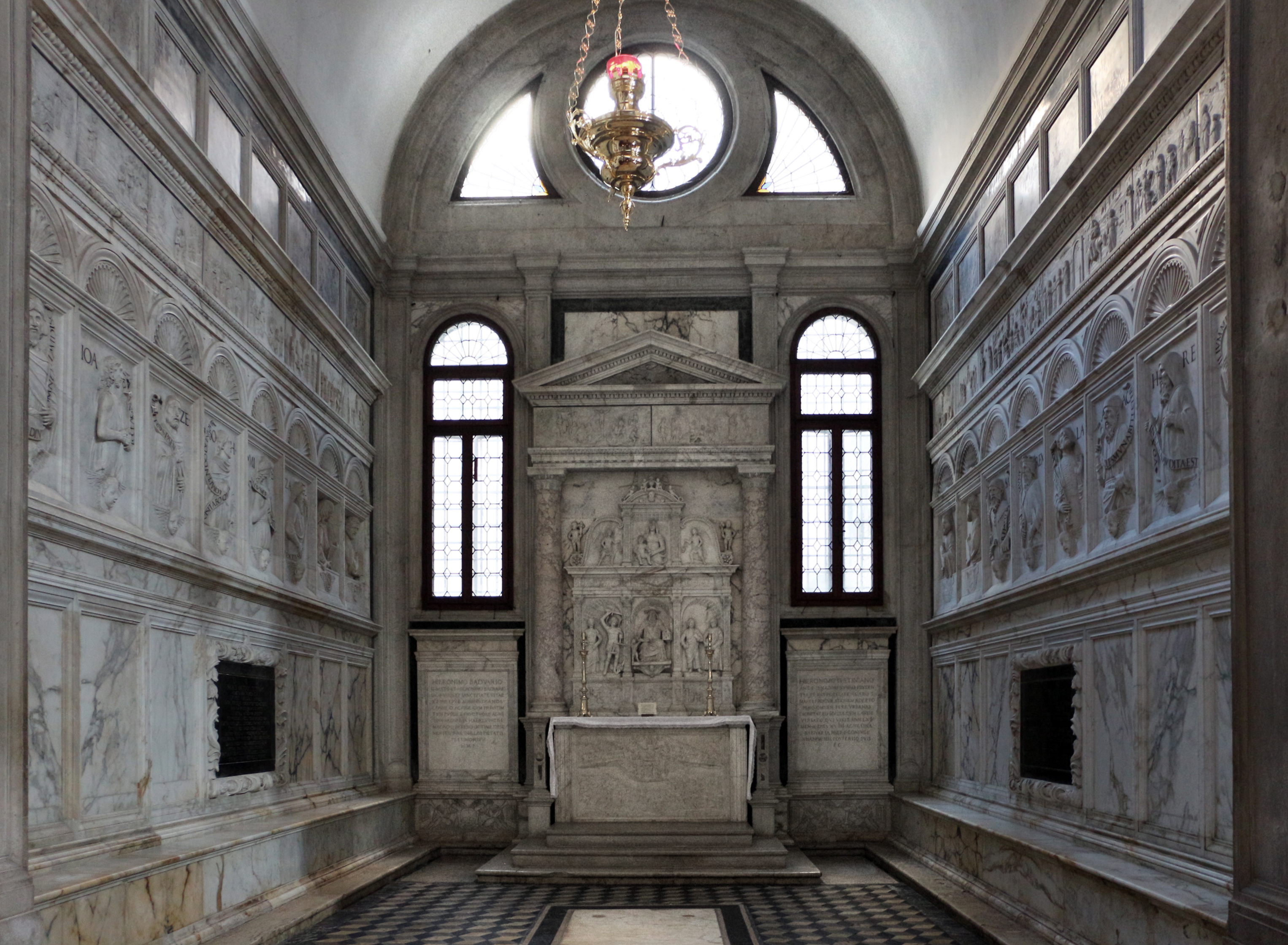
Cappella di San Girolamo
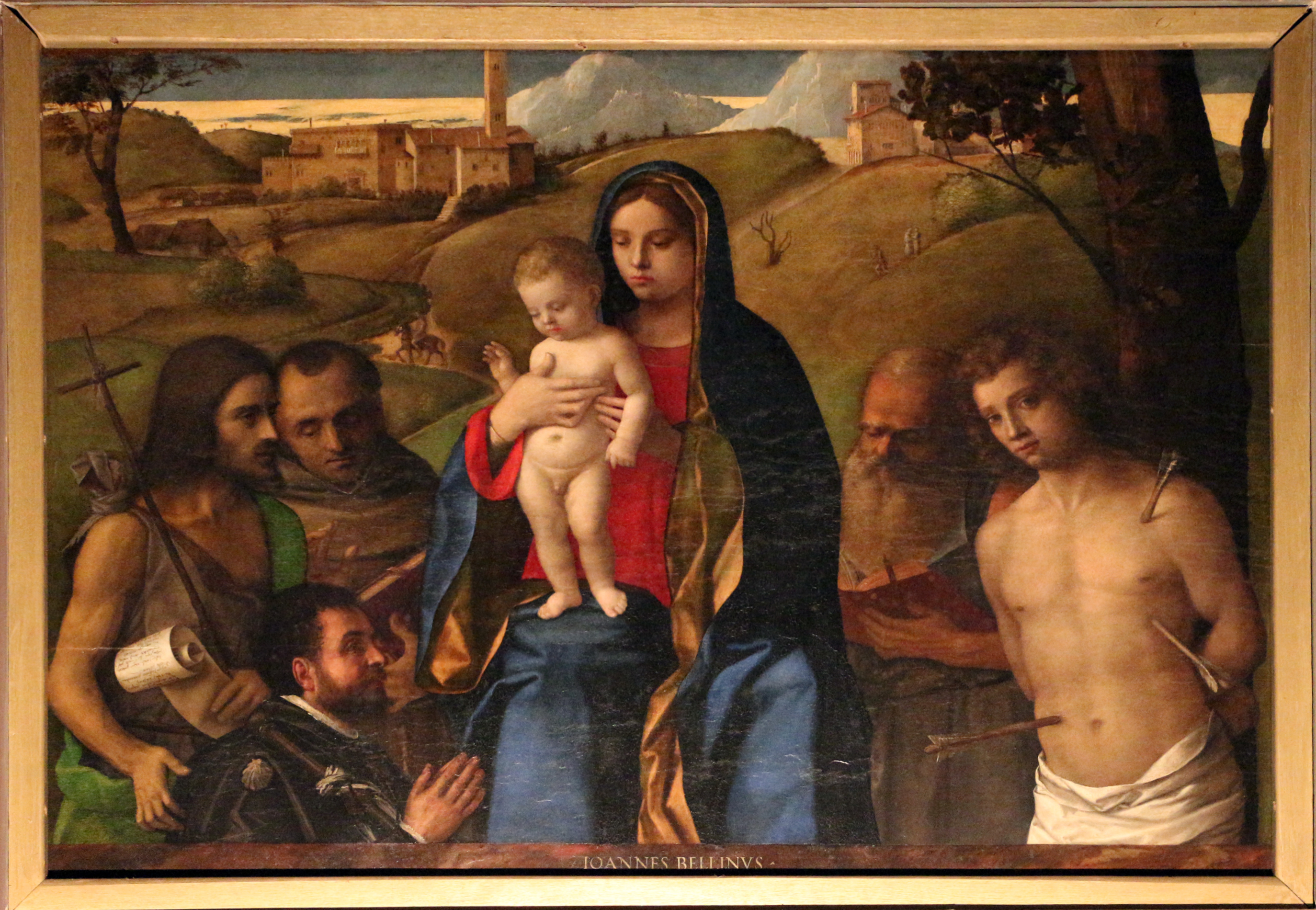
Giovanni Bellini: Madonna mit den Hl. Johannes d. Täufer, Franziskus, Hieronymus, Sebastian und Stifter, 1507
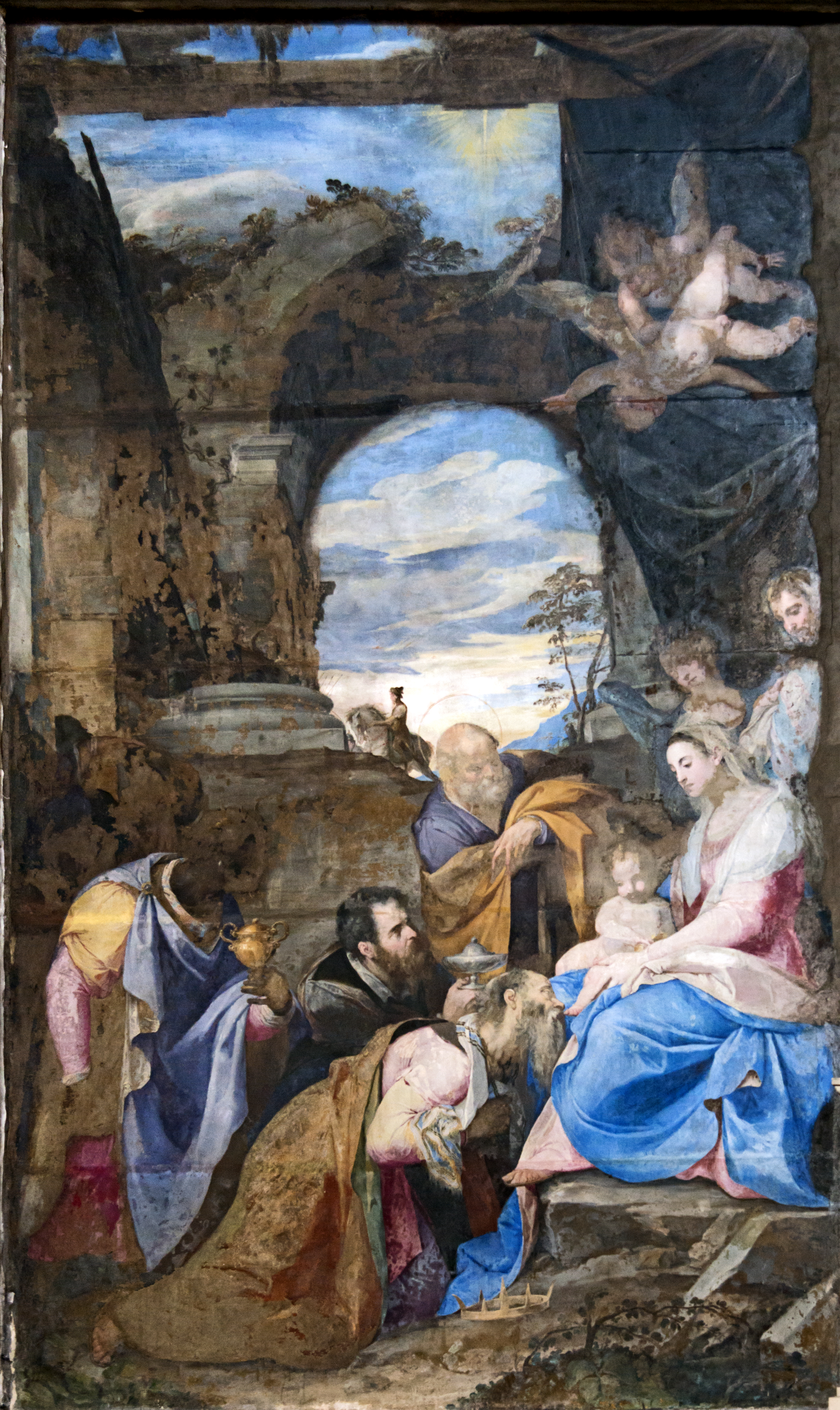
Federico Zuccari: Anbetung der Könige, 1564 (Cappella Grimani)
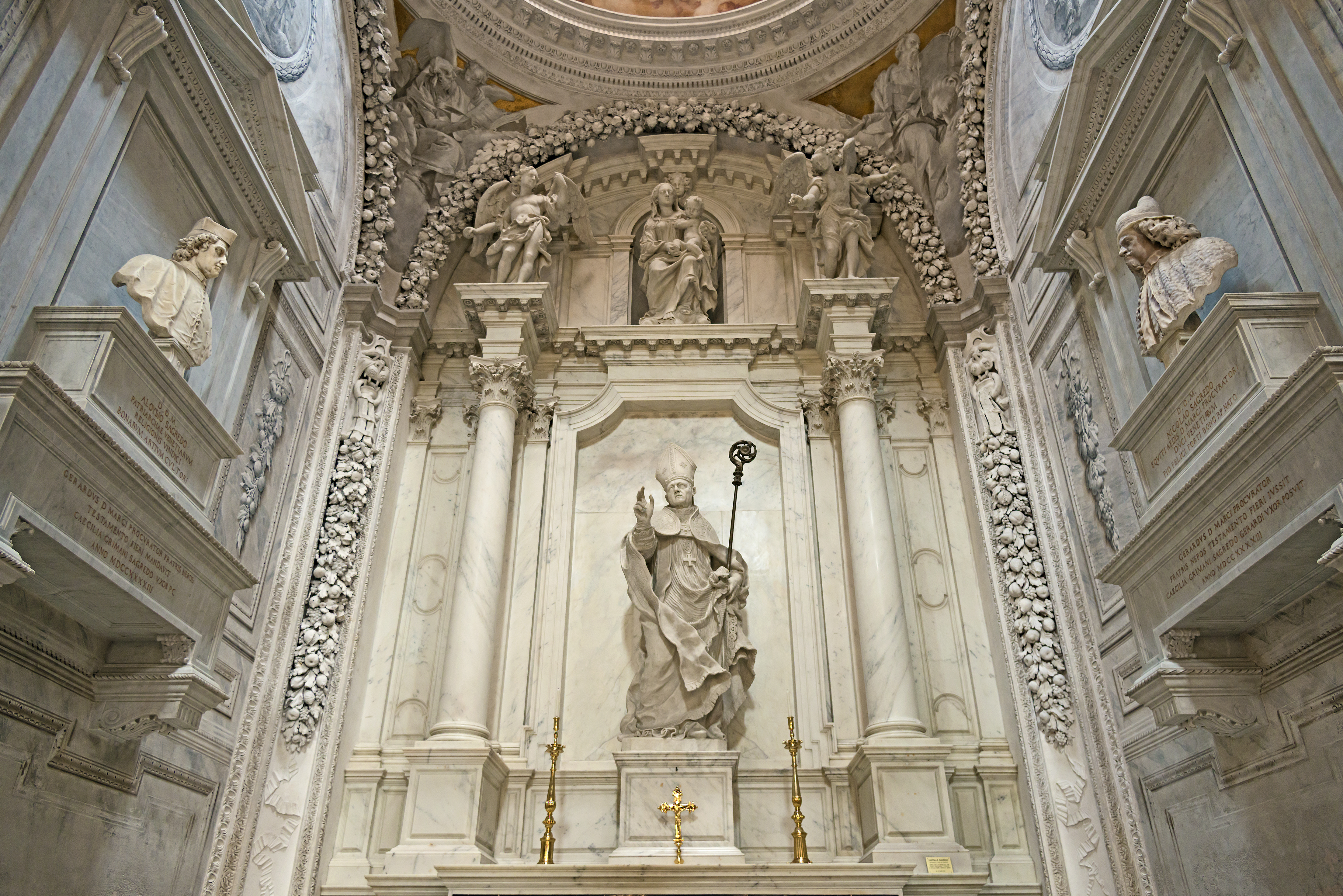
Cappella Sagredo